# Есаулов, Андрей Петрович
Андрей Петрович Есаулов или Эсаулов (настоящая фамилия — Петров) — русский композитор первой половины XIX века, музыкант, скрипач.

## Биография
Андрей Есаулов родился, вероятно, в самом конце XVIII или начале XIX века. Внебрачный сын помещика Есаулова. Служил в армии полковым капельмейстером.
Как отмечают современники, Андрей Есаулов прекрасно играл на скрипке, но был человеком капризным и неуживчивым. Ссорясь с начальством, переходил из полка в полк, наконец, без места и без средств к жизни, в 1832—1833 годах отправился в Москву к Нащокину, который его приютил и способствовал определению в театральный оркестр в Петербурге. Однако Есаулов вскоре и оттуда ушёл.
Неуживчивый характер и пьянство — пороки многих русских талантливых людей — помешали ему создать себе прочное общественное положение: он давал уроки музыки, ведя беспорядочный образ жизни и сильно бедствуя.
А. С. Пушкин принимал в участие в его судьбе. Весной 1834 г. Пушкин писал Нащокину: 

«Андрей Петрович (Есаулов) в ужасном положении. Он умирал с голоду и сходил с ума. Соболевский и я помогали ему деньгами — скупо, увещаниями — щедро. Теперь думаю отправить его в полк капельмейстером. Он художник в душе и привычках, то есть беспечен, нерешителен, ленив, горд и легкомыслен; предпочитает всему независимость. Но ведь и нищий независимее подёнщика. Я ему ставлю в пример немецких гениев, преодолевших столько горя, дабы добиться славы и куска хлеба»— Вересаев, Викентий Викентьевич. Пушкин в жизни. Спутники Пушкина (сборник)
Существует мнение, не основанное, однако, на сколько-нибудь точных данных, что драма «Русалка» была написана Пушкиным в качестве оперного либретто именно для А. Есаулова. Он хотел вывести в люди неизвестного композитора.
В 1830-х годах им было издано несколько романсов на слова Пушкина, из которых некоторые сохранились, не представляя ничего выдающегося даже для того времени. Светские композиции не дошли до нас. Его церковные произведения исполнялись в духовных концертах и в церквах («Свете тихий», «Ныне отпущаеши», «Хвалите имя Господне», восьмиголосная «Херувимская» и др.). Произведения А. Есаулова не имеют настоящего церковного характера, отличаясь театральностью и сентиментальностью и отражая влияние итальянского оперного стиля.
Андрей Есаулов утонул в 1850-х годах в Рязани во время купанья.